# Aija Brumermane
Aija Brumermane, née le 17 octobre 1986 à Riga (Lettonie), est une joueuse de basket-ball lettonne de 1,91 m évoluant au poste d'intérieure.

## Biographie
Familière de l'Euroligue avec Riga (6,8 pts et 5,5 rebonds en 2010), elle apporte son expérience dans cette compétition à Mondeville en 2011-2012. Réputée pour ses qualités défensives, cette polyglotte qui maîtrise quatre langues a appris la langue française quand sa grande sœur Dace évoluait en Ligue féminine à Toulouse. Pour 2011-2012, elle signe à Schio.
Internationale lettone, elle dispute l'Euro 2009 et les JO de Pekin.
En 2013-2014, elle est finaliste du championnat de Lettonie avec SK Cēsis. Après un arrêt pour cause de maternité, elle renoue avec la compétition début 2015 avec SK Cēsis pour 5,6 points et 4,7 rebonds en championnat estono-letton et s'engage pour 2015-2016 avec le club polonais de Widzew Lodz.
En Pologne, ses statistiques sont de 9,2 points à 48,4%, 8,7 rebonds et 1 passe décisive de moyenne pour 12,5 d'évaluation pour la saison 2015-2016. En mai 2016, elle signe en France pour le club de Ligue 2 de Dunkerque-Malo où évolue déjà depuis 2010 sa sœur Dace Pierre-Joseph.

## Parcours
- 2001-2002:  TTT Riga
- 2002-2004:  Toulouse
- 2005-2007:  Turiba Riga
- 2007-2010:  TTT Riga
- 2010-2011:  USO Mondeville
- 2011-2012:  Famila Schio
- 2011-2012:  Bacsbasket
- 2013-2015 :  SK Cēsis
- 2015-2016 :  Widzew Łódź
- 2016-2017 :  Dunkerque-Malo grand littoral basket club
- 2017-2018 :  Landerneau Bretagne Basket

## Palmarès

### En équipe nationale
- 7e au Championnat d'Europe de basket-ball féminin 2009
- 9e aux Basket-ball aux Jeux olympiques d'été de 2008
- Championne de Lettonie en 2007, 2008 et 2010[réf. nécessaire]

### En club
- Championnat de Ligue 2 : 2018[8]